# Álvaro Martín Uriol
Álvaro Rafael Martín Uriol (Llerena, Badajoz, 18 de junio de 1994) es un exatleta español, especialista en la disciplina de marcha. Fue campeón olímpico en París 2024, bicampeón mundial del año 2023 y bicampeón europeo (2018 y 2022).
Participó en cuatro Juegos Olímpicos de Verano, entre los años 2012 y 2024, obteniendo dos medallas en París 2024, oro en el relevo mixto y bronce en la prueba de 20 km, el vigésimo segundo lugar en Río de Janeiro 2016 y el cuarto en Tokio 2020, en la prueba de 20 km marcha.
Ganó dos medallas de oro en el Campeonato Mundial de Atletismo de 2023 y dos medallas de oro en el Campeonato Europeo de Atletismo, en los años 2018 y 2022.

## Trayectoria
Nacido en Llerena, Badajoz, en 1994, empezó a practicar el atletismo con 9 años y en 2010 se trasladó a vivir a Madrid en busca de una carrera en el atletismo. Ese mismo año participó en su primera competición internacional, los Juegos Olímpicos de la Juventud.
Debutó como internacional en categoría absoluta a los 18 años, en los Juegos Olímpicos de Londres 2012, aunque no pudo terminar la carrera de 20 km marcha. Desde entonces participó en grandes campeonatos internacionales todos los años hasta su retirada.
Consiguió su primera plaza de finalista internacional en el Campeonato de Europa de 2014, al ser quinto en los 20 km. Antes había conseguido una medalla de bronce en el Campeonato de Europa Sub-20 de 2013 y después una de plata en el Campeonato de Europa Sub-23 de 2015.
En agosto de 2018, en el Campeonato Europeo, obtuvo la medalla de oro en la distancia de 20 km, con un tiempo de 1:20:42, ganando a su compañero de equipo Diego García y al ruso Vasili Mizinov. En el Campeonato Europeo de 2022 volvió a ganar la medalla de oro con un tiempo de 1:19:11, esta vez por delante del sueco Perseus Karlström y de Diego García.
En el Campeonato Mundial de 2023 se coronó bicampeón al ganar las pruebas de 20 km con un tiempo de 1:17:32, por delante del sueco Perseus Karlström y del brasileño Caio Bonfim, y de 35 km, con una marca de 2:24:30, superando al ecuatoriano Daniel Pintado y el japonés Masatora Kawano.
En los Juegos Olímpicos de París 2024 obtuvo la medalla de oro en el relevo mixto (junto con María Pérez), con una marca de 2:50:31, y la de bronce en los 20 km, quedando por detrás del ecuatoriano Daniel Pintado y del brasileño Caio Bonfim. Este oro olímpico convirtió a Martín y Pérez en los primeros atletas españoles de la historia en conseguir la triple corona de campeones europeos, mundiales y olímpicos. Tras la competición anunció que estos habían sido sus últimos Juegos Olímpicos.
Un mes más tarde, al recibir la Medalla de Extremadura, anunció su retirada de la competición para poder dedicarse a mejorar sus estudios de Derecho.
Fue doce veces campeón de España absoluto en distintas distancias de marcha, además de ganar otros dieciocho campeonatos de España en categorías inferiores.
Álvaro Martín está graduado en Ciencias Políticas por la Universidad Complutense de Madrid y en Derecho por la UNED.

## Palmarés internacional
| Juegos Olímpicos   | Juegos Olímpicos   | Juegos Olímpicos  | Juegos Olímpicos    |
| Año                | Lugar              | Medalla           | Prueba              |
| ------------------ | ------------------ | ----------------- | ------------------- |
| 2024               | París (Francia)    | Medalla de oro    | Marcha relevo mixto |
| 2024               | París (Francia)    | Medalla de bronce | 20 km marcha        |
| Campeonato Mundial |                    |                   |                     |
| Año                | Lugar              | Medalla           | Prueba              |
| 2023               | Budapest (Hungría) | Medalla de oro    | 20 km marcha        |
| 2023               | Budapest (Hungría) | Medalla de oro    | 35 km marcha        |
| Campeonato Europeo |                    |                   |                     |
| Año                | Lugar              | Medalla           | Prueba              |
| 2018               | Berlín (Alemania)  | Medalla de oro    | 20 km marcha        |
| 2022               | Múnich (Alemania)  | Medalla de oro    | 20 km marcha        |

## Resultados internacionales
| Representando a España | Representando a España                   | Representando a España      | Representando a España | Representando a España | Representando a España |
| Año                    | Competición                              | Lugar                       | Resultado              | Distancia              |                        |
| ---------------------- | ---------------------------------------- | --------------------------- | ---------------------- | ---------------------- | ---------------------- |
| 2010                   | European Youth Olympic Trials (júnior)   | Moscú (Rusia)               | 7.º (44:49,09)         | 10 000m                |                        |
| 2010                   | Juegos Olímpicos de la Juventud (júnior) | Singapur (Singapur)         | 9.º (47:04,10)         | 10 000m                |                        |
| 2011                   | Copa Europeo de Marcha (júnior)          | Olhao (Portugal)            | 6.º (42:17)            | 10 km                  |                        |
| 2011                   | Campeonato Mundial Juvenil               | Lille (Francia)             | 8.º (42:27,28)         | 10 000m                |                        |
| 2012                   | Copa Mundial (júnior)                    | Saransk (Rusia)             | 34.º (45:01)           | 10 km                  |                        |
| 2012                   | Campeonato Mundial Junior                | Barcelona (España)          | 5.º (40:35,52)         | 10 000m                |                        |
| 2012                   | Juegos Olímpicos                         | Londres (Reino Unido)       | abandono               | 20 km                  |                        |
| 2013                   | Copa Europeo de Marcha (júnior)          | Dudince (Eslovaquia)        | descalificado          | 10 km                  |                        |
| 2013                   | Campeonato Europeo Junior                | Rieti (Italia)              | (41:13,95)             | 10 000m                |                        |
| 2013                   | Campeonato Mundial                       | Moscú (Rusia)               | 24.º (1:25:12)         | 20 km                  |                        |
| 2014                   | Copa Mundial                             | Taicang (China)             | 19.º (1:20:39)         | 20 km                  |                        |
| 2014                   | Campeonato Europeo                       | Zúrich (Suiza)              | 6.º (1:21:41)          | 20 km                  |                        |
| 2015                   | Copa Europeo de Marcha                   | Murcia (España)             | 34.º (1:28:45)         | 20 km                  |                        |
| 2015                   | Campeonato Europeo Sub-23                | Tallin (Estonia)            | (1:24:51)              | 20 km                  |                        |
| 2015                   | Campeonato Mundial                       | Pekín (China)               | 17.º (1:22:04)         | 20 km                  |                        |
| 2016                   | Juegos Olímpicos                         | Río de Janeiro (Brasil)     | 22.º (1:22:11)         | 20 km                  |                        |
| 2017                   | Copa Europeo de Marcha                   | Poděbrady (República Checa) | 31.º (1:25:53)         | 20 km                  |                        |
| 2017                   | Campeonato Mundial                       | Londres (Reino Unido)       | 8.º (1:19:41)          | 20 km                  |                        |
| 2018                   | Campeonato Europeo                       | Berlín (Alemania)           | (1:20:42)              | 20 km                  |                        |
| 2019                   | Copa Europeo de Marcha                   | Alytus (Lituania)           | 5.º (1:20:59)          | 20 km                  |                        |
| 2019                   | Campeonato Mundial                       | Doha (Catar)                | 22.º (1:33:20)         | 20 km                  |                        |
| 2022                   | Campeonato Iberoamericano                | La Nucía (España)           | (39:24,20)             | 10 000m                |                        |
| 2022                   | Campeonato Mundial                       | Eugene (Estados Unidos)     | 7.º (1:20:19)          | 20 km                  |                        |
| 2022                   | Campeonato Europeo                       | Múnich (Alemania)           | (1:19:11)              | 20 km                  |                        |
| 2023                   | Campeonato Mundial                       | Budapest (Hungría)          | (1:17:32)              | 20 km                  |                        |
| 2023                   | Campeonato Mundial                       | Budapest (Hungría)          | (2:24:30)              | 35 km                  |                        |
| 2024                   | Juegos Olímpicos                         | París (Francia)             | (2:50:31)              | Relevo mixto           |                        |
| 2024                   | Juegos Olímpicos                         | París (Francia)             | (1:19:11)              | 20 km                  |                        |

## Palmarés nacional
- Campeón de España absoluto de 20 km marcha en 2016, 2017, 2018 y 2023
- Campeón de España absoluto de 35 km marcha en 2023
- Campeón de España absoluto de 10 000 m marcha en 2017, 2018, 2019, 2020, 2021, 2023 y 2024
- Campeón de España sub-23 de 20 km marcha en 2014, 2015 y 2016
- Campeón de España sub-23 de 10 000 m marcha en 2014, 2015 y 2016
- Campeón de España sub-20 de 10 000 m marcha en 2012 y 2013
- Campeón de España sub-20 de 5 km marcha en 2012 y 2013
- Campeón de España sub-18 de 10 km marcha en 2011
- Campeón de España sub-18 de 10 000 m marcha en 2010 y 2011
- Campeón de España sub-16 de 5 000 m marcha en 2009
- Campeón de España universitario de 10 000 m marcha en 2019 y 2022

## Mejores marcas personales
| Mejores marcas personales | Mejores marcas personales | Mejores marcas personales | Mejores marcas personales |
| Distancia                 | Tiempo                    | Lugar                     | Fecha                     |
| ------------------------- | ------------------------- | ------------------------- | ------------------------- |
| 3000 m                    | 11:40,12                  | La Nucía, (España)        | 31 de agosto de 2019      |
| 5000 m                    | 18:39,65                  | Gijón, (España)           | 25 de julio de 2015       |
| 5 km                      | 19:26                     | Budapest, (Hungría)       | 19 de agosto de 2023      |
| 10 000 m                  | 38:53.64                  | La Nucía, (España)        | 29 de junio de 2024       |
| 10 km                     | 38:54                     | La Coruña, (España)       | 8 de junio de 2019        |
| 20 km                     | 1:17:32                   | Budapest, (Hungría)       | 19 de agosto de 2023      |
| 35 km                     | 2:24:30                   | Budapest, (Hungría)       | 24 de agosto de 2023      |
| 50 km                     | 3:57:24                   | Torrevieja, (España)      | 16 de febrero de 2020     |

1. ↑  En categoría sub-23